# Colour Index
Le Colour Index International est une base de données de référence maintenue conjointement par la Society of Dyers and Colourists et par l’American Association of Textile Chemists and Colorists. Elle a été imprimée pour la première fois en 1925 mais est maintenant exclusivement publiée sur le web. L'index sert de base de données de référence de couleurs manufacturées et des produits associés (dispersants, solvants, charges...) et est utilisée par les fabricants de teintures, les designers, les artistes, les architectes, etc.
Les produits sont listés en fonction de noms et de numéros génériques, avec pour préfixe CI ou C.I. (cette abréviation est parfois confondue avec CL, à cause de la police utilisée pour afficher l'information).
Un enregistrement détaillé des produits présents sur le marché est présenté sous chaque référence du Colour Index. Pour chaque nom de produit, Colour Index International liste les fabricants, la forme physique, les utilisations principales, avec des commentaires. Sont ainsi référencés plus de 27 000 produits sous un total de plus de 13 000 noms génériques dont plus de 8 000 produits colorants chimiquement différents sous plus de 40 000 dénominations commerciales.
Des mises à jour sont publiées régulièrement.

## Fonctionnement
Le "Colour Index" utilise un double système de classification. Le premier descripteur est le « nom générique de l'index de couleur » (CIGN d'après l’abréviation en anglais). C'est le plus facile à mémoriser et  le plus communément employé par les utilisateurs de colorants. Le deuxième descripteur est le « numéro de constitution de l'index de couleur » (CICN d'après l’abréviation en anglais) il décrit la constitution chimique.

### Nom générique de l'index de couleur
Le CIGN décrit un produit commercial par sa classe d'utilisation, son champ chromatique et un numéro de série arbitraire (en fait dans l'ordre chronologique d'inscription au registre)
exemple : CI Bleu Acide 9, CI Rouge Direct 227, CI Pigment Jaune 176, CI Solvant noir 27.
D'après la définition de l'index, il est possible qu'un produit commercial donné soit classé sous le même nom qu'un autre de composition chimique différentes dû au processus de synthèse pouvant produire plusieurs molécules associées dans un même pigment mais cela exclut les mélanges physiques de substances différentes.
Dans quelques cas, le même colorant peut aussi être présent dans plus d'une catégorie par exemple pour une teinture qui peut aussi être employée comme solvant d'une autre teinture.
Il n'y a de fait aucune garantie qu'un colorant donné soit issu d'une synthèse chimique particulière. De nombreux produits commerciaux contiennent des additifs autres que les composants donnant sa caractéristique principale au produit. Ce sont des agents de dispersion, de résistance aux uv, des diluants, etc.
Certains numéros de série sont suivis d'un autre numéro séparé par un deux-points représentant une classe légèrement différente de molécule. C'est souvent la molécule qui est légèrement différente mais ce peut aussi être la forme cristalline.
Certains fabricants réclament un numéro pour un nouveau produit « similaire à... » au lieu d'ajouter une nouvelle entrée, l'index classe ce produit avec un deux-points afin de garder groupés les produits proches les uns des autres.

### Numéro de constitution de l'index de couleur
Le CICN décrit un produit par sa formule moléculaire. Lorsqu'une nouvelle molécule apparait sur le marché, elle est classée et une nouvelle entrée lui est attribuée avec un numéro à cinq ou six chiffres. Dans chaque catégorie moléculaire, chaque produit est classé selon sa structure chimique. Lorsque cela est possible, les entrées sont classées selon leur fonction hydrogène.
Lorsqu'un produit diffère seulement par sa fonction métal ou acide, une subdivision est effectuée en ajoutant un autre chiffre séparé du premier numéro par un deux-points.
Exemple : CI 42535 (CI Base Violette 1) violet de méthyl, CI 42535:1 (CI Solvant Violet 8) base, CI 42535:2 (CI Pigment Violet 3) sel d'acide phosphotungstomolybdique, CI 42535:3 (CI Pigment Violet 27) cuivre ferrocyanide.
L'allocation d'un nouveau nom générique est donné à un fabricant sous réserve de répondre à des contraintes d'inscription et de certifier la validité des informations données qui peuvent être confidentielles si le fabricant le désire.
Les règles d’attribution d'un sous-groupe ne sont pas fixées et conduisent parfois à des incohérences. Exemple avec la phtalocyanine CI Pigment Bleu 15 (CI 74160) et CI Pigment Bleu 75 (CI 74160:2) qui ne change que par la substitution d'un ion métal cuivre en cobalt.
La première molécule enregistrée se voit attribuer le numéro de base finissant par "1" et les enregistrements suivants se font dans l'ordre d'arrivée indépendamment de la formule ionique.
Exemple : l'introduction d'un nouveau pigment rouge organique anionique dont la structure parent porte le numéro CI 888800 qui n'est pas associé à un produit commercial et ne porte par conséquent pas de nom générique. Si le sel de calcium est le premier enregistré il sera nommé CI Pigment Rouge 1000:1 et son CICN sera CI 888800:1. Si ensuite, un sel de manganèse est enregistré il sera nommé CI Pigment rouge 1000:2 et son CICN sera CI 888800:2.
Une cristallisation différente porte un numéro différent. L'exemple le plus connu se trouve dans la phtalocyanine bleue qui porte le CIGN CI Pigment Bleu 15. Le CIGN CI Pigment Bleu 15:1 désigne un bleu rougeâtre qui est la forme α tandis que le CI Pigment Bleu 15:3 est bleu-vert et en est la forme β. Tous ces produits portent le même CICN : CI 74160.
Un autre exemple des limites du système est le carbonate de calcium enregistré comme CI Pigment Blanc 18 (CI 77220), cette entité couvrant aussi bien les molécules synthétiques que naturelles comme la chaux, le marbre, la craie. CI Pigment blanc 18:1 (CI 77220:1) est la dolomite, un carbonate de calcium et magnésium.

## Textile
Utilisé dans le cadre des applications textiles, il renseigne sur :
1. la chimie proprement dite du colorant recherché (formule, ...) ;
2. la méthode d'application principale de ce colorant ;
3. les propriétés que l'on est en droit d'attendre lorsque ce colorant est appliqué sur la (les) fibre(s) qui le concerne(nt) ;
4. le numéro attribué permet de retrouver les produits correspondants au travers des noms commerciaux[1].

## Beaux-Arts
Utilisé dans le cadre des beaux-arts, il référence tous les pigments à la base de la confection des couleurs à peindre.
Le Colour Index propose ainsi, pour l'artiste et le fabricant, une double référence :
- le nom générique du pigment ou colorant : par exemple PY1 pour Pigment Yellow 1 (un pigment organique de synthèse de la famille des azoïques) ou PB29 (Pigment Blue 29) pour le bleu outremer de synthèse ;
- le numéro précis du pigment utilisé dans la couleur : C.I. 11680 pour un pigment jaune vif découvert par Wagner en 1909.

Les neuf familles de couleurs se retrouvent classées ainsi :
- R = Red - rouges, roses, certains pourpres, certains marrons
- O = Orange - orange, certains bruns orangés
- Y = Yellow - jaunes, jaunes orangés
- G = Green - verts, jaunes verdâtres, certains turquoises
- B = Blue - bleus, turquoises
- V = Violet - violets, bleus violacés, certains roses
- Br = Brown - brun, certains jaunes
- Bk = Black - noir et gris
- W = White - blanc

Chaque lettre sera précédée d'un P pour Pigment (lorsqu'il s'agit d'un pigment de synthèse) et N pour Naturel (quand le pigment est d'origine naturelle, tel le NR9 pour la laque de garance véritable).
Tous les fabricants de peintures beaux-arts mentionnent sur l'étiquette du produit la composition de la couleur avec la liste du ou des pigments entrant dans la formulation.
Cet outil de référence sert donc, pour l'artiste :
- à connaître la composition précise de la couleur qu'il achète ;
- à comparer deux couleurs de même appellation générique mais de composition différente selon la marque (indigo, gris de Payne, jaune de Naples) ;
- à reconnaître une nuance véritable d'une imitation (pas toujours mentionnée sur le tube) telle une terre de Sienne qui pourra être un PBr7, un oxyde de fer naturel, ou PR101, un oxyde de fer synthétique ;
- à distinguer une couleur mono-pigmentaire d'une couleur multi-pigmentaire, moins pure et plus difficile à mélanger.

## Classification
Les listes ci-après donnent quelques exemples parmi les plus courants.
Les numéros sont regroupés par classes chimiques.

### Classes chimiques
- 10000 Nitroso
- 10300 Nitro
- 11000 Monoazo
- 20000 Diazoïque
- 30000 Trisazo
- 35000 Polyazo
- 37000 Azoïque
- 40000 Stilbène
- 40800 Caroténoïde
- 41000 Diphénylméthane
- 42000 Triarylméthane
- 45000 Xanthène
- 46000 Acridine
- 47000 Quinoline
- 48000 Methine
- 49000 Thiazole
- 49400 Indamine/Indophénol
- 50000 Azine
- 51000 Oxazine
- 52000 Thiazine
- 53000 Soufre
- 55000 Lactone
- 56000 Aminoketone
- 57000 Hydroxyketone
- 58000 Anthraquinone
- 73000 Indigoïque
- 74000 Phtalocyanine
- 75000 Naturel
- 76000 Oxidation Base
- 77000 Inorganique

### Codes CI
| code       | couleur | No CAS                                                          |
| ---------- | ------- | --------------------------------------------------------------- |
| CI 10006   | vert    | 16143-80-9                                                      |
| CI 10020   | vert    | 19381-50-1                                                      |
| CI 10316   | jaune   | 846-70-8 84473-89-2 55482-31-0 549-34-8 68698-86-2              |
| CI 11680   | jaune   | 2512-29-0                                                       |
| CI 11710   | jaune   | 6486-23-3                                                       |
| CI 11725   | orange  | 6371-96-6                                                       |
| CI 11920   | orange  | 2051-85-6                                                       |
| CI 12010   | rouge   | 6535-42-8                                                       |
| CI 12085   | rouge   | 2814-77-9                                                       |
| CI 12120   | rouge   | 2425-85-6                                                       |
| CI 12370   | rouge   | 6535-46-2                                                       |
| CI 12420   | rouge   | 6471-51-8                                                       |
| CI 12480   | marron  | 6410-40-8                                                       |
| CI 12490   | rouge   | 6410-41-9                                                       |
| CI 12700   | jaune   | 4314-14-1                                                       |
| CI 13015   | jaune   | 2706-28-7                                                       |
| CI 14270   | orange  | 547-57-9                                                        |
| CI 14700   | rouge   | 4548-53-2                                                       |
| CI 14720   | rouge   | 3567-69-9 84238-07-3                                            |
| CI 14815   | rouge   | 3257-28-1                                                       |
| CI 15510   | orange  | 633-96-5                                                        |
| CI 15525   | rouge   | 5850-80-6                                                       |
| CI 15580   | rouge   | 5850-87-3                                                       |
| CI 15620   | rouge   | 1658-56-6                                                       |
| CI 15630   | rouge   | 1248-18-6                                                       |
| CI 15800   | rouge   | 6371-76-2                                                       |
| CI 15850   | rouge   | 5858-81-1                                                       |
| CI 15865   | rouge   | 3564-21-4 5280-66-0 (Mn)                                        |
| CI 15880   | rouge   | 6417-83-0                                                       |
| CI 15980   | orange  | 2347-72-0                                                       |
| CI 15985   | jaune   | 2783-94-0                                                       |
| CI 16035   | rouge   | 25956-17-6                                                      |
| CI 16185   | rouge   | 915-67-3 12227-62-2                                             |
| CI 16230   | orange  | 1936-15-8                                                       |
| CI 16255   | rouge   | 2611-82-7                                                       |
| CI 16290   | rouge   | 5850-44-2                                                       |
| CI 17200   | rouge   | 3567-66-6                                                       |
| CI 18050   | rouge   | 3734-67-6                                                       |
| CI 18130   | rouge   | 10236-37-0                                                      |
| CI 18690   | jaune   | 5601-29-6                                                       |
| CI 18736   | rouge   | 6408-26-0                                                       |
| CI 18820   | jaune   | 6359-82-6                                                       |
| CI 18965   | jaune   | 6359-98-4                                                       |
| CI 19140   | jaune   | 1934-21-0 12225-21-7 74920-66-4 84681-80-1                      |
| CI 20040   | jaune   | 5979-28-2                                                       |
| CI 20470   | noir    | 1064-48-8                                                       |
| CI 21100   | jaune   | 5102-83-0                                                       |
| CI 21108   | jaune   | 5567-15-7                                                       |
| CI 21230   | jaune   | 6706-82-7                                                       |
| CI 24790   | rouge   | 13421-53-9                                                      |
| CI 26100   | rouge   | 85-86-9                                                         |
| CI 27755   | noir    | 2118-39-0                                                       |
| CI 28440   | noir    | 2519-30-4                                                       |
| CI 40215   | orange  | 1325-54-8                                                       |
| CI 40800   | orange  | 7235-40-7 31797-85-0 116-32-5                                   |
| CI 40820   | orange  | 1962-15-8                                                       |
| CI 40825   | orange  | 1109-11-1                                                       |
| CI 40850   | orange  | 514-78-3                                                        |
| CI 42045   | bleu    | 129-17-9                                                        |
| CI 42051   | bleu    | 3536-49-0                                                       |
| CI 42053   | vert    | 2353-45-9                                                       |
| CI 42080   | bleu    | 3486-30-4                                                       |
| CI 42090   | bleu    | 2650-18-2 3844-45-9 68921-42-6 15792-67-3 71701-18-3 71701-19-4 |
| CI 42100   | vert    | 4857-81-2                                                       |
| CI 42170   | vert    | 5863-51-4                                                       |
| CI 42510   | Violet  | 632-99-5                                                        |
| CI 42520   | violet  | 3248-91-7                                                       |
| CI 42555   | violet  | 548-62-9                                                        |
| CI 42735   | bleu    | 6505-30-2                                                       |
| CI 44045   | bleu    | 2580-56-5                                                       |
| CI 44090   | vert    | 3087-16-9                                                       |
| CI 45100   | rouge   | 3520-42-1                                                       |
| CI 45190   | Violet  | 6252-76-2                                                       |
| CI 45220   | rouge   | 5873-16-5                                                       |
| CI 45350   | jaune   | 518-47-8 2321-07-5 6417-85-2                                    |
| CI 45370   | orange  | 4372-02-5 596-03-2                                              |
| CI 45380   | rouge   | 17372-87-1 548-26-5 15876-39-8 15086-94-9 94021-89-3            |
| CI 45396   | orange  | 24545-86-6                                                      |
| CI 45405   | rouge   | 6441-77-6                                                       |
| CI 45410   | rouge   | 18472-87-2 13473-26-2                                           |
| CI 45425   | rouge   | 33239-19-9 85068-75-3 (Al)                                      |
| CI 45430   | rouge   | 16423-68-0 12227-78-0                                           |
| CI 47000   | jaune   | 8003-22-3                                                       |
| CI 47005   | jaune   | 8004-92-0 94891-32-4 95193-83-2 68814-04-0                      |
| CI 50325   | Violet  | 6856-08-2                                                       |
| CI 50420   | noir    | 8005-03-6                                                       |
| CI 51319   | Violet  | 6358-30-1                                                       |
| CI 58000   | rouge   | 72-48-0                                                         |
| CI 59040   | vert    | 6358-69-6                                                       |
| CI 60724   | Violet  | 19286-75-0                                                      |
| CI 60725   | Violet  | 81-48-1                                                         |
| CI 60730   | Violet  | 4430-18-6                                                       |
| CI 61565   | vert    | 128-80-3                                                        |
| CI 61570   | vert    | 4403-90-1                                                       |
| CI 61585   | bleu    | 4474-24-2                                                       |
| CI 62045   | bleu    | 4368-56-3                                                       |
| CI 69800   | bleu    | 81-77-6                                                         |
| CI 69825   | bleu    | 130-20-1                                                        |
| CI 71105   | orange  | 4424-06-0                                                       |
| CI 73000   | bleu    | 482-89-3                                                        |
| CI 73015   | bleu    | 860-22-0                                                        |
| CI 73360   | rouge   | 2379-74-0                                                       |
| CI 73385   | Violet  | 5462-29-3                                                       |
| CI 73900   | Violet  | 1047-16-1                                                       |
| CI 73915   | rouge   | 980-26-7                                                        |
| CI 74100   | bleu    | 574-93-6                                                        |
| CI 74160   | bleu    | 147-14-8                                                        |
| CI 74180   | bleu    | 1330-38-7 1328-51-4                                             |
| CI 74260   | vert    | 1328-53-6                                                       |
| CI 75100   | jaune   | 27876-94-4 89382-88-7                                           |
| CI 75120   | orange  | 1393-63-1 542-40-5 33261-80-2 33261-81-3                        |
| CI 75125   | jaune   | 502-65-8                                                        |
| CI 75130   | orange  | 7235-40-7                                                       |
| CI 75135   | jaune   | 3763-55-1                                                       |
| CI 75170   | blanc   | 73-40-5                                                         |
| CI 75300   | jaune   | 458-37-7 94875-80-6                                             |
| CI 75470   | rouge   | 1260-17-9 1328-60-5 1343-78-8 1390-65-4                         |
| CI 75810   | vert    | 11006-34-1 8049-84-1                                            |
| CI 77000   | blanc   | 7429-90-5                                                       |
| CI 77002   | blanc   | 1332-73-6 21645-51-2 8011-94-7                                  |
| CI 77004   | blanc   | 1302-78-9 1327-36-2 1332-58-7                                   |
| CI 77007   | bleu    | 12769-96-9 1302-83-6 57455-37-5                                 |
| CI 77015   | rouge   | 1332-25-8 1309-37-1                                             |
| CI 77120   | blanc   | 7727-43-7                                                       |
| CI 77163   | blanc   | 7787-59-9                                                       |
| CI 77220   | blanc   | 471-34-1                                                        |
| CI 77231   | blanc   | 7778-18-9 10034-76-1 10101-41-4                                 |
| CI 77266   | noir    | 1333-86-4 7440-44-0                                             |
| CI 77267   | noir    | 8021-99-6                                                       |
| CI 77268:1 | noir    | 1339-82-8                                                       |
| CI 77288   | vert    | 1308-38-9                                                       |
| CI 77289   | vert    | 1308-14-1 12001-99-9                                            |
| CI 77346   | vert    | 1345-16-0                                                       |
| CI 77400   | marron  | 7440-50-8                                                       |
| CI 77480   | marron  | 7440-57-5                                                       |
| CI 77489   | orange  | 1345-25-1                                                       |
| CI 77491   | rouge   | 1309-37-1 1317-61-9 1345-27-3 52357-70-7 1345-25-1              |
| CI 77492   | jaune   | 51274-00-1 1345-27-3 20344-49-4 52357-70-7                      |
| CI 77499   | noir    | 12227-89-3 1309-37-1 1317-61-9 1345-25-1 1345-27-3 52357-70-7   |
| CI 77510   | bleu    | 14038-43-8 12240-15-2                                           |
| CI 77713   | blanc   | 546-93-0 7757-69-9                                              |
| CI 77742   | Violet  | 10101-66-3                                                      |
| CI 77745   | rouge   | 10124-54-6 14154-09-7                                           |
| CI 61570   | vert    | 4403-90-1                                                       |
| CI 61585   | bleu    | 4474-24-2                                                       |
| CI 62045   | bleu    | 4368-56-3                                                       |
| CI 69800   | bleu    | 81-77-6                                                         |
| CI 69825   | bleu    | 130-20-1                                                        |
| CI 71105   | orange  | 4424-06-0                                                       |
| CI 73000   | bleu    | 482-89-3                                                        |
| CI 73015   | bleu    | 860-22-0                                                        |
| CI 73360   | rouge   | 2379-74-0                                                       |
| CI 73385   | Violet  | 5462-29-3                                                       |
| CI 73900   | Violet  | 1047-16-1                                                       |
| CI 73915   | rouge   | 980-26-7                                                        |
| CI 74100   | bleu    | 574-93-6                                                        |
| CI 74160   | bleu    | 147-14-8                                                        |
| CI 74180   | bleu    | 1330-38-7 1328-51-4                                             |
| CI 74260   | vert    | 1328-53-6                                                       |
| CI 75100   | jaune   | 27876-94-4 89382-88-7                                           |
| CI 75120   | orange  | 1393-63-1 542-40-5 33261-80-2 33261-81-3                        |
| CI 75125   | jaune   | 502-65-8                                                        |
| CI 75130   | orange  | 7235-40-7                                                       |
| CI 75135   | jaune   | 3763-55-1                                                       |
| CI 75170   | blanc   | 73-40-5                                                         |
| CI 75300   | jaune   | 458-37-7 94875-80-6                                             |
| CI 75470   | rouge   | 1260-17-9 1328-60-5 1343-78-8 1390-65-4                         |
| CI 75810   | vert    | 11006-34-1 8049-84-1                                            |
| CI 77000   | blanc   | 7429-90-5                                                       |
| CI 77002   | blanc   | 1332-73-6 21645-51-2 8011-94-7                                  |
| CI 77004   | blanc   | 1302-78-9 1327-36-2 1332-58-7                                   |
| CI 77007   | bleu    | 12769-96-9 1302-83-6 57455-37-5                                 |
| CI 77015   | rouge   | 1332-25-8 1309-37-1                                             |
| CI 77120   | blanc   | 7727-43-7                                                       |
| CI 77163   | blanc   | 7787-59-9                                                       |
| CI 77220   | blanc   | 471-34-1                                                        |
| CI 77231   | blanc   | 7778-18-9 10034-76-1 10101-41-4                                 |
| CI 77266   | noir    | 1333-86-4 7440-44-0                                             |
| CI 77267   | noir    | 8021-99-6                                                       |
| CI 77268:1 | noir    | 1339-82-8                                                       |
| CI 77288   | vert    | 1308-38-9                                                       |
| CI 77289   | vert    | 1308-14-1 12001-99-9                                            |
| CI 77346   | vert    | 1345-16-0                                                       |
| CI 77400   | marron  | 7440-50-8                                                       |
| CI 77480   | marron  | 7440-57-5                                                       |
| CI 77489   | orange  | 1345-25-1                                                       |
| CI 77491   | rouge   | 1309-37-1 1317-61-9 1345-27-3 52357-70-7 1345-25-1              |
| CI 77492   | jaune   | 51274-00-1 1345-27-3 20344-49-4 52357-70-7                      |
| CI 77499   | noir    | 12227-89-3 1309-37-1 1317-61-9 1345-25-1 1345-27-3 52357-70-7   |
| CI 77510   | bleu    | 14038-43-8 12240-15-2                                           |
| CI 77713   | blanc   | 546-93-0 7757-69-9                                              |
| CI 77742   | Violet  | 10101-66-3                                                      |
| CI 77745   | rouge   | 10124-54-6 14154-09-7                                           |
| CI 77820   | blanc   | 7440-22-4                                                       |
| CI 77891   | blanc   | 13463-67-7                                                      |
| CI 77947   | blanc   | 1314-13-2                                                       |

### Codes génériques

#### Bleu
| code | nom usuel                | composition                 |
| ---- | ------------------------ | --------------------------- |
| PB15 | Bleu phtalo              | Phtalocyanine de cuivre     |
| PB16 | Turquoise de phtalo      | Phtalocyanine               |
| PB27 | Bleu de Prusse           | Ferrocyanine de fer         |
| PB28 | Bleu de cobalt           | Aluminate de cobalt         |
| PB29 | Bleu outremer            | Aluminosilicate de sodium   |
| PB33 | Bleu de manganèse        | Manganate de baryum         |
| PB35 | Bleu céruléum            | Oxyde de cobalt et étain    |
| PB36 | Bleu turquoise de cobalt | Oxyde de chrome et cobalt   |
| PB60 | Bleu d’indanthrène       | Indanthrone                 |
| PB66 | Indigo                   | Indigo synthétique          |
| PB72 | Bleu de cobalt foncé     | Aluminate de cobalt et zinc |
| PB74 | Bleu de cobalt foncé     | Silicate de cobalt et zinc  |

#### Rouge
| code  | nom usuel                     | composition                        |
| ----- | ----------------------------- | ---------------------------------- |
| NR4   | Carmin                        | Laque de cochenille                |
| NR9   | Laque de garance véritable    | Laque de garance naturelle         |
| PR5   | Rouge naphtol                 | Azoïque (naphtol)                  |
| PR9   | Rouge naphtol                 | Azoïque (naphtol)                  |
| PR48  | Laque écarlate                | Azoïque (sels de métaux)           |
| PR83  | Laque d’alizarine             | Laque de colorant anthraquinonique |
| PR88  | Violet thioindigo             | Thioindigo                         |
| PR101 | Oxyde de fer rouge            | Oxyde de fer rouge synthétique     |
| PR102 | Ocre rouge                    | Terre (oxyde de fer naturel)       |
| PR106 | Rouge vermillon véritable     | Sulphure de mercure                |
| PR108 | Rouge de cadmium              | Sulfo-séléniure de cadmium         |
| PR112 | Rouge naphtol                 | Azoïque (naphtol AS)               |
| PR122 | Rose/magenta de quinacridone  | Quinacridone                       |
| PR149 | Rouge de pérylène             | Pérylène                           |
| PR168 | Rouge anthraquinonique        | Dibromo-anthanthrone               |
| PR170 | Rouge naphtol                 | Azoïque (naphtol AS)               |
| PR177 | Rouge anthraquinonique        | Anthraquinonique                   |
| PR179 | Bordeaux de pérylène          | Pérylène                           |
| PR188 | Rouge naphtol                 | Azoïque (naphtol AS)               |
| PR206 | Bordeaux de quinacridone      | Quinacridone                       |
| PR209 | Rouge de quinacridone         | Quinacridone                       |
| PR233 | Rose de chrome étain          | Oxydes d’étain et chrome           |
| PR242 | Rouge azoïque                 | Azoïque de condensation            |
| PR251 | Rouge de pyrazolo-quinazolone | Pyrazolo-quinazolone               |
| PR254 | Rouge DPP/pyrrole             | Diceto pyrrolo pyrrole             |
| PR255 | Rouge DPP/pyrrole             | Diceto pyrrolo pyrrole             |
| PR264 | Rouge DPP/pyrrole             | Diceto pyrrolo pyrrole             |

#### Jaune
| code  | nom usuel                 | composition                             |
| ----- | ------------------------- | --------------------------------------- |
| PY1   | Jaune Hansa               | Azoïque (Hansa)                         |
| PY3   | Jaune Hansa               | Azoïque (Hansa)                         |
| PY17  | Jaune disazoïque          | Azoïque (disazoïque)                    |
| PY31  | Jaune de baryte           | Chromate de baryum                      |
| PY34  | Jaune de chrome           | Chromate de plomb                       |
| PY35  | Jaune de cadmium          | Sulfure de cadmium et zinc              |
| PY37  | Jaune de cadmium          | Sulfure de cadmium                      |
| PY40  | Auréoline                 | Cobalto-nitrite de potassium            |
| PY41  | Jaune de Naples véritable | Antimoniate de plomb                    |
| PY42  | Oxyde de fer jaune        | Oxyde de fer jaune synthétique          |
| PY43  | Ocre jaune                | Terre (oxyde de fer naturel)            |
| PY53  | Jaune de nickel titane    | Oxydes de nickel, titane, antimoine     |
| PY65  | Jaune Hansa               | Azoïque (Hansa)                         |
| PY73  | Jaune Hansa               | Azoïque (Hansa)                         |
| PY74  | Jaune Hansa               | Azoïque (Hansa)                         |
| PY83  | Jaune disazoïque          | Azoïque (disazoïque)                    |
| PY97  | Jaune Hansa               | Azoïque (Hansa)                         |
| PY018 | Jaune antraquinonique     | Anthrapyrimidine                        |
| PY110 | Jaune isoindolinone       | Tétrachloroisoindolinone                |
| PY119 | Marron de ferrite de zinc | Ferrite de zinc                         |
| PY128 | Jaune azo de condensation | Azoïque de condensation                 |
| PY129 | Jaune azométhine          | Complexe azométhine/cuivre              |
| PY138 | Jaune de quinophtalone    | Quinophtalone                           |
| PY139 | Jaune isoindolinone       | Isoindoline                             |
| PY150 | Jaune nickel azo          | Complexe azométhine/nickel              |
| PY151 | Jaune benzimidazolone     | Azoïque (benzimidazolone)               |
| PY153 | Jaune dioxine de nickel   | Complexe dioxine/nickel                 |
| PY154 | Jaune benzimidazolone     | Azoïque (benzimidazolone)               |
| PY155 | Jaune benzimidazolone     | Azoïque (benzimidazolone)               |
| PY157 | Jaune pridérite           | Titane-nickel au baryum                 |
| PY159 | Jaune de praséodyme       | Oxyde zirconium-praséodyme              |
| PY175 | Jaune benzimidazolone     | Azoïque (benzimidazolone)               |
| PY184 | Jaune de bismuth          | Vanadate de bismuth                     |
| PY216 | Jaune d’oxydes mixtes     | Oxydes d’étain, titane, zinc, antimoine |

#### Vert
| code | nom usuel                     | composition                           |
| ---- | ----------------------------- | ------------------------------------- |
| PG7  | Vert de phtalo (nuance bleue) | Phtalocyanine de cuivre               |
| PG8  | Vert naphtol                  | Vert nitroso-naphtol                  |
| PG17 | Vert oxyde de chrome          | Oxyde de chrome (non hydraté)         |
| PG18 | Vert émeraude                 | Oxyde de chrome hydraté               |
| PG19 | Vert de cobalt véritable      | Oxydes de cobalt et zinc              |
| PG21 | Vert de Paris                 | Acéto-arsénite de cuivre              |
| PG23 | Terre verte                   | Terre naturelle                       |
| PG26 | Vert de cobalt chrome         | Oxydes de chrome cobalt               |
| PG36 | Vert de phtalo (nuance jaune) | Phtalocyanine de cuivre chloro-bromée |
| PG50 | Vert de cobalt titane         | Oxydes de cobalt et titane            |

#### Orange
| code | nom usuel                  | composition                |
| ---- | -------------------------- | -------------------------- |
| PO20 | Orange de cadmium          | Sulfo-séléniure de cadmium |
| PO36 | Orange benzimidazolone     | Azoïque (benzimidazolone)  |
| PO43 | Orange de périnone         | Périnone                   |
| PO48 | Orange de quinacridone     | Quinacridone               |
| PO49 | Or de quinacridone         | Quinacridone               |
| PO62 | Orange benzimidazolone     | Azoïque (benzimidazolone)  |
| PO67 | Orange pyrazoloquinazolone | Pyrazoloquinazolone        |
| PO69 | Orange isoindoline         | Isoindoline                |
| PO71 | Orange DPP/pyrrole         | Dicéto pyrrolo pyrrole     |
| PO73 | Orange DPP/pyrrole         | Dicéto pyrrolo pyrrole     |

#### Violet
| code | nom usuel                   | composition                      |
| ---- | --------------------------- | -------------------------------- |
| PV14 | Violet de cobalt            | Phosphate de cobalt              |
| PV15 | Violet d’outremer           | Aluminosilicate de sodium soufré |
| PV16 | Violet de manganèse         | Phosphate de manganèse           |
| PV19 | Magenta/violet quinacridone | Quinacridone gamma               |
| PV23 | Violet de dioxazine         | Dioxazine carboazole             |
| PV29 | Violet de pérylène          | Pérylène                         |
| PV42 | Rose de quinacridone        | Quinacridone                     |

#### Brun
| code  | nom usuel                 | composition                               |
| ----- | ------------------------- | ----------------------------------------- |
| PBr7  | Terre de Sienne           | Terres (oxydes de fer naturels et brûlés) |
| PBr7  | Terre d’ombre             | Terres (oxydes de fer naturels et brûlés) |
| NBr8  | Terre de Cassel véritable | Lignite                                   |
| PBr23 | Brun azo de condensation  | Azoïque de condensation                   |
| PBr24 | Jaune de chrome titane    | Oxydes de titane, chrome et antimoine     |
| PBr25 | Brun benzimidazolone      | Azoïque (benzimidazolone)                 |
| PBr33 | Brun spinelle             | Oxydes de zinc, fer et chrome             |
| PBr41 | Brun azoïque              | Disazoïque de condensation                |

#### Noir
| code  | nom usuel                   | composition                           |
| ----- | --------------------------- | ------------------------------------- |
| PBk1  | Noir d’aniline              | Indamine                              |
| NBk6  | Bitume                      | Gilsonite                             |
| PBk6  | Noir de fumée               | Carbone                               |
| PBk7  | Noir de carbone             | Carbone                               |
| PBk8  | Noirs de vigne, pêche, etc. | Charbon de bois                       |
| PBk9  | Noir d’ivoire               | Noir d’os                             |
| PBk11 | Oxyde de fer noir           | Oxyde de fer noir                     |
| PBk28 | Noir spinelle               | Oxydes de cuivre, chrome et manganèse |
| PBk31 | Noir de pérylène            | Pérylène                              |

#### Blanc
| code | nom usuel                | composition                          |
| ---- | ------------------------ | ------------------------------------ |
| PW1  | Blanc d’argent/de plomb  | Carbonate basique de plomb           |
| PW4  | Blanc de zinc            | Oxyde de zinc                        |
| PW5  | Blanc de lithopone       | Sulfure de zinc et sulfate de baryum |
| PW6  | Blanc de titane          | Dioxyde de titane                    |
| PW7  | Blanc de sulfure de zinc | Sulfure de zinc                      |